# Norwood (New Jersey)
Pour les articles homonymes, voir Norwood.
Norwood est une ville américaine située dans le comté de Bergen dans l’État du New Jersey. En 2010, sa population était de 5 711 habitants.

## Source de la traduction
- (en) Cet article est partiellement ou en totalité issu de l’article de Wikipédia en anglais intitulé « Norwood, New Jersey » (voir la liste des auteurs).